# مایو هوتا
مایو هوتا (انگلیسی: Mayu Hotta؛ زادهٔ ۲ آوریل ۱۹۹۸) بازیگر اهل ژاپن است.